# Afrotyphlops angolensis
Afrotyphlops angolensis är en ormart som beskrevs av Bocage 1866. Afrotyphlops angolensis ingår i släktet Afrotyphlops och familjen maskormar. Inga underarter finns listade i Catalogue of Life.
Arten förekommer i Afrika från Kamerun österut till västra Kenya och söderut till Angola och Zambia. Honor lägger ägg.